# Cournonterral
Cournonterral (okzitanisch: Cornonterralh) ist eine französische Gemeinde im Département Hérault in der Region Okzitanien. Sie hat 7019 Einwohner (Stand: 1. Januar 2022) und gehört zum Arrondissement Montpellier sowie zum Kanton Pignan. Die Einwohner werden Cournonterralais genannt.

## Geographie
Cournonterral liegt etwa vierzehn Kilometer westsüdwestlich von Montpellier am Fuß des Gardiolemassivs, einem Ausläufer der provencalisch-pyrenäischen Kette. Der Fluss Coulazou fließt durch die Gemeinde. Umgeben wird Cournonterral von den Nachbargemeinden Saint-Paul-et-Valmalle im Norden, Murviel-lès-Montpellier im Nordosten, Pignan im Osten, Fabrègues im Südosten, Cournonsec im Süden, Montbazin im Südwesten und Aumelas im Westen.
Cournonterral gehört zum Weinbaugebiet Vin de pays des Collines de la Moure.

## Bevölkerungsentwicklung
| 1962 | 1968 | 1975 | 1982 | 1990 | 1999 | 2006 | 2017 |
| ---- | ---- | ---- | ---- | ---- | ---- | ---- | ---- |
| 1887 | 2088 | 2460 | 3062 | 4095 | 5069 | 5507 | 6110 |

## Sehenswürdigkeiten

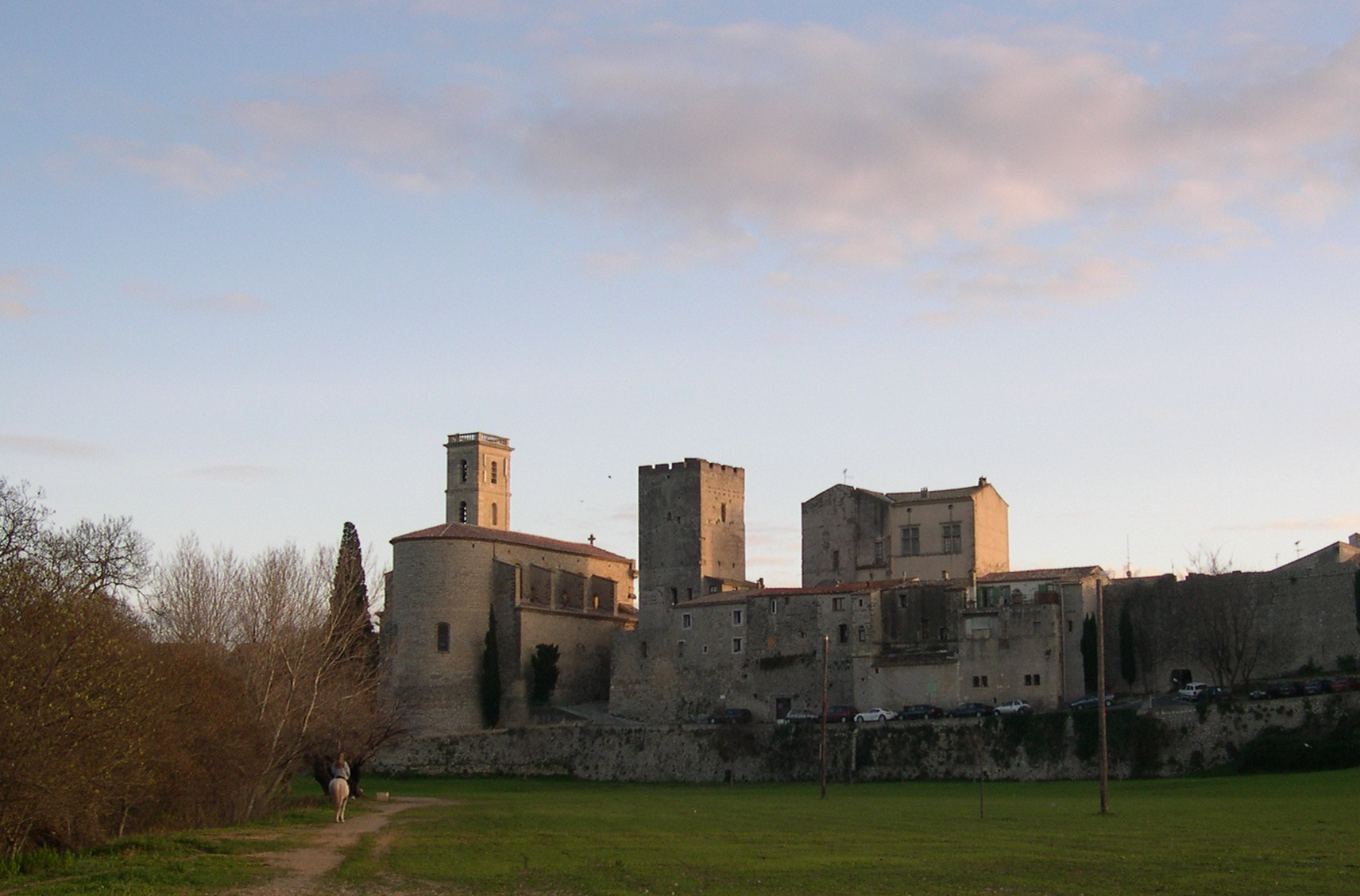
Kirche Saint-Pierre

- Kirche Saint-Pierre
- Rathaus
- Château Mallet
- Sarazenenturm

## Gemeindepartnerschaften
- Bot, Katalonien, Spanien

## Persönlichkeiten
- Émile Blavet (1828–1924), Journalist